# H/S Dronningen

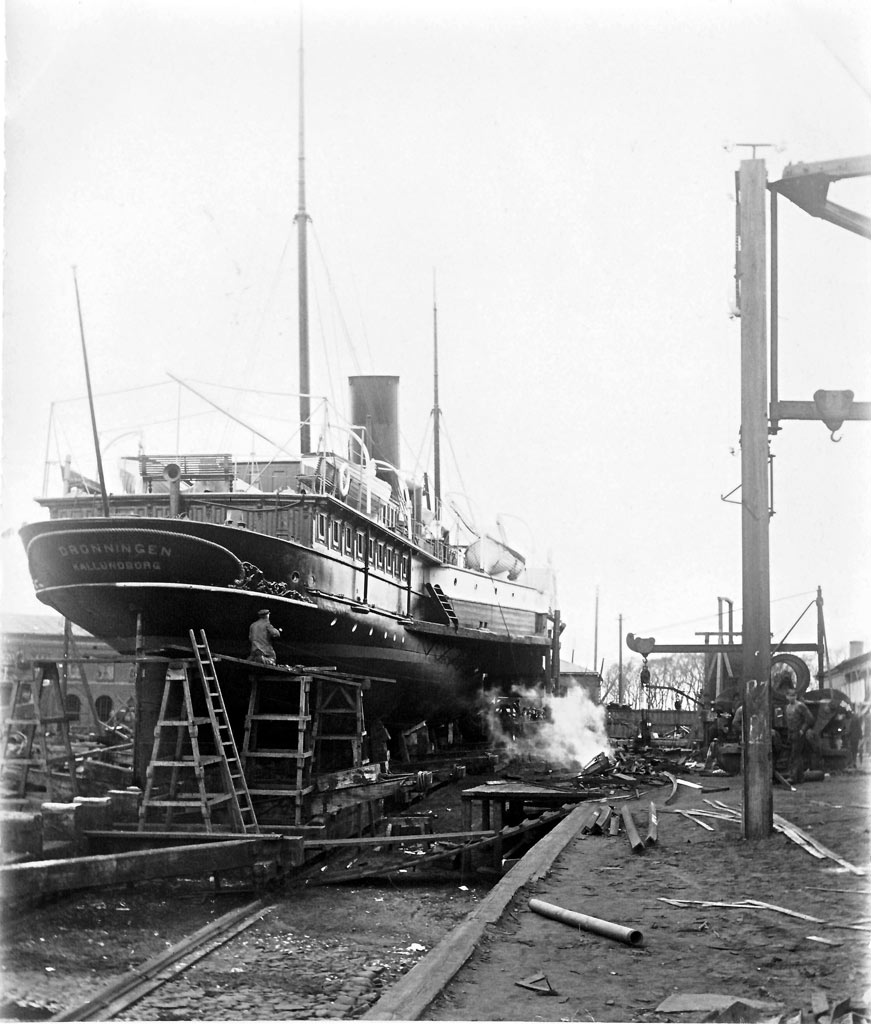
Dronningen på Helsingör skeppsvarv, ca 1900.

H/S Dronningen var en dansk hjulångare med två master som trafikerade linjen från  Köpenhamn till Århus år 1888-1914.
Hon byggdes i England åt Hans Kirsebom i Kristiansand i Norge 1876. Fartyget köptes av Det Forenede Dampskibs-Selskab år 1888 och sattes in på rutten mellan Köpenhamn och Århus. Från 1893 till 1912 gick hon också mellan Kalundborg och Århus och år 1906-1914 mellan Frederikshavn och Göteborg.
År 1916 såldes fartyget till Dansk Kartoffel og Gemyse Eksport A/S i Kalundborg som lät bygga om henne till ett fraktfartyg med två dieselmotorer och dubbla propellrar under namnet Samsø. På  
första resan efter ombyggnaden, 
i konvoj från Århus till London med 183 ton styckegods, träffades hon av en torped eller sjömina och sjönk i Nordsjön utanför Sunderland den 1 maj 1918. Hela förskeppet förstördes och  Samsø sjönk på få minuter. Nio man i besättningen omkom och tre räddades av en brittisk patrullbåt. Vraket har inte hittats.